# Miguel Hidalgo (Chiapas)
Miguel Hidalgo es una localidad del estado mexicano de Chiapas. Es parte del municipio de San Fernando.

## Toponimia
El nombre de la localidad rinde homenaje a Miguel Hidalgo, héroe de la Independencia de México y considerado Padre de la patria.

## Demografía
| Gráfica de evolución demográfica |
|                                  |

| Censo | Población |
| ----- | --------- |
| 1910  | 87        |
| 1921  | 23        |
| 1930  | 23        |
| 1940  | 119       |
| 1950  | 208       |
| 1960  | 289       |
| 1970  | 332       |
| 1980  | 244       |
| 1990  | 554       |
| 2000  | 765       |
| 2010  | 994       |
| 2020  | 1 193     |